# Maronne (Fluss)
Die Maronne ist ein Fluss in Frankreich, der in den Regionen Auvergne-Rhône-Alpes und Nouvelle-Aquitaine verläuft. Sie entspringt in den Monts du Cantal, an der Nordflanke des Roc des Ombres, im Gemeindegebiet von Saint-Paul-de-Salers. Sie fließt im Oberlauf durch den Regionalen Naturpark Volcans d’Auvergne, wird danach mehrfach aufgestaut und entwässert generell Richtung West bis Südwest. Die Maronne mündet nach rund 93 Kilometern südlich von Argentat als linker Nebenfluss in die Dordogne. Sie durchquert auf ihrem Weg die Départements Cantal und Corrèze.

## Orte am Fluss
- Saint-Paul-de-Salers
- Salers
- Saint-Martin-Valmeroux
- Sainte-Eulalie
- Saint-Martin-Cantalès